# روبن بالما
روبن بالما (بالإسبانية: Rubén Palma)‏ هو كاتب تشيلي، ولد في 1954.